# KOUTA
KOUTA（コータ、12月19日 - ）は、日本のギタリスト。東京出身。
ヘヴィメタルバンド、LIGHTNINGのメンバー、THOUSAND EYESのリーダー。
Dragon Guardianのレコーディングに多数参加。
EIZO Japanのライブギタリストとして活動していた経歴を持つ。

## 略歴
2003年 - Bridge Of Tears加入。約半年で脱退。
2006年 - メロディックデススラッシュメタルバンドBlack Pearlを結成（後に脱退）。
2008年2月 - LIGHTNINGに加入。
2009年11月 - 元LIGHTNINGのVocalのJUNと共にSUM RIZE結成。
2011年 - EIZO Japanのライブギタリストとして参加。
2013年 -  AFTERZEROのDOUGEN、YOUTHQUAKEのAKIRAらと共にメロディックデスメタルバンドTHOUSAND EYESを結成。

## エピソード
新選組が好きで、特に土方歳三を崇拝しており実際に天然理心流の剣術を学んでいる。

## ディスコグラフィー
Black Pearl
I am killed（2008年）
LIGHTNING
ライトニング (バンド)を参照のこと
SUM RIZE
Flag Of The Truth（2011年）
THOUSAND EYES
Bloody Empire（2013年）
その他
聖魔剣ヴァルキュリアス / Dragon Guardian（2011年）、ゲスト参加
THE BEST OF DRAGON GUARDIAN SAGA / Dragon Guardian（2012年）、ゲスト参加